# انتحار رجل ميت (رواية)
انتحار رجل ميت هي رواية الفتها الروائية اللبنانية حنان الشيخ وهي أول اعمالها، نشرتها بعد أربع سنوات من كتابتها عام 1970 عن دار النهار.

## المحتوى
- ألفت حنان الشيخ هذه الرواية عن واقع لا تعيشه بل تتمني ان تعيشه ففي صحيفة «الأخبار» اللبنانية ذكرت«في روايتي الأولى كتبت عن واقع لا نعيشه بل نتمنى أن نعيشه في أجواء المذهب الوجودي».[2]

- كتبت حنان الشيخ هذه الرواية في سن التاسعة عشر ونالت انتباه الكثير واعتلت إلى النجومية من أول عمل، حيث حققت مبيعاً جيدا ومن خلاله وصلت إلى مبتغاها وأهدافها كما ذكرت في صحيفة «الأخبار» اللبنانية ««كتابي الاول «انتحار رجل ميت» هو العصا التي اتكأت عليها من أجل حفظ توازني، هو العربة التي أتاحت لي الانتقال من مرحلة إلى أخرى، من تجربة إلى أخرى، ومن راوية إلى أخرى»».[2]

- وفي صحيفة الحياة اللبنانية، تذكر حنان عدم اعجابها لروايتها الأولى «انتحار رجل ميت» كونه قصة غير واقعية كما ذكرت «في «انتحار رجل ميت» كنت ارغب في وضع جدار بيني وبين قلمي لكي لا اكتب عن نفسي. كان بلا قلب.»[3]

- وذكرت أيضا في صحيفة الحياة ان قصة الرواية كان جزئيا عن تجربة شخصية، في كلامها «تأثرت بتجربة شخصية فكتبت عن فتاة صغيرة تحب رجلاً في الاربعين لكنني اخترعت الوقائع».[3]

## القصة
تدور احداث هذه الرواية حول قصة حب بين رجل في سن الأربعين وفتاة مراهقة وكيف حول هذا الحب الرجل من عاشق إلى عاجز.  